# 李飛 (臺灣演員)
李飛（1978年1月11日—），本名李昆璟，台灣男演員，亦為劉德華、周潤發常用的台語配音員。

## 戲劇作品

### 電視劇
| 戲劇名稱          | 飾演角色                                                           |
| ----------------- | ------------------------------------------------------------------ |
| 台視              |                                                                    |
| 玫瑰瞳鈴眼        | 複數單元角色                                                       |
| 蝴蝶密碼          | 複數單元角色                                                       |
| 向前走向愛走      | 乩童                                                               |
| 中視              |                                                                    |
| 真的漢子          | 紅蕃                                                               |
| 失去你的那一天    | 黃律師（何萱的辯護律師）                                           |
| 台灣X檔案         | 楊立馳（阿馳）                                                     |
| 民視              |                                                                    |
| 新玫瑰瞳鈴眼      | 複數單元角色                                                       |
| 關鍵時刻          | 許建志                                                             |
| 藍色水玲瓏        | 複數單元角色                                                       |
| 大愛              |                                                                    |
| 台九線上的愛      | 張玉山                                                             |
| 紅塵驛站          | 惠瑩大舅                                                           |
| 頂坡角上的家      | 林義雄                                                             |
| 葡萄藤下的春天    | 春田                                                               |
| 清風無痕          | 鄭清春                                                             |
| 曾經 我們一起12歲 | 紡織廠小開                                                         |
| 黃金大天團        | 阿坤                                                               |
| 迎風而立          | 黑仙                                                               |
| 阿芬的幸福修練    | 侯哥                                                               |
| 華視              |                                                                    |
| 水色嘉南          | 水來                                                               |
| 無罪推定          | 謝大銘                                                             |
| 公視              |                                                                    |
| 失業陣線聯盟      | 公園失業男                                                         |
| 三立台灣台        |                                                                    |
| 金色摩天輪        | 洪醫師（江麗婷之前主治醫師）                                       |
| 天下第一味        | 阿Ken（龍介的特助）                                                |
| 親家              | 東升飯店主廚、羊仔子（40歲，羊仔伯之子、敝姓楊，洪玉嬌之未婚夫。） |
| 甘味人生          | 阿田                                                               |
| 戲說台灣          | 複數單元角色                                                       |

### 電影
- 2009.4.24《星月無盡》飾 賤兵甲

## 配音作品

### 電視
- 公視《亂世豪門》范植偉 飾 陳武龍

### 電影
- 《花田少年史》村上猛
- 《與龍共舞》劉德華 飾 龍家俊/大陸雞
- 《監獄風雲》周潤發 飾 阿正（鍾天正）

## 節目嘉賓
| 播出日期       | 播放頻道       | 節目名稱   | 節目標題                        |
| 2014年4月23日  | 東森財經新聞台 | 夢想街57號 | 戲說李飛來踢館                  |
| 2014年4月27日  | 大愛電視       | 現代心素派 | 名人大廚-李飛&樊定宣-打滷貓耳朵 |
| 2014年11月30日 | 緯來综合台     | 風水有關係 | 出道20年，名氣卻慘慘慘！        |

## 公益活動
| 日期           | 地點               | 公益名稱               | 備註  |
| 2013年11月30日 | 桃園國際棒球場     | 2013經典明星公益棒球賽 | [ 4 ] |
| 2014年9月13日  | 新莊棒球場         | 2014明星公益棒球賽     | [ 5 ] |
| 2014年10月26日 | 台北市立天母棒球場 | 經典明星公益棒球賽     | [ 6 ] |
| 2015年5月30日  | 台南               | 第三屆愛在桃樂絲       | [ 7 ] |
| 2017年1月11日  | 台中榮總           | 宣導器官捐贈           | [ 8 ] |

## 外部連結
- 李飛的Facebook專頁